# سرزمین سراب‌ها
سرزمین سراب‌ها (به فرانسوی: Terre de mirages) رمانی نامه‌نگارانه به زبان فرانسوی از داریوش شایگان است. این کتاب که از آثار متأخر شایگان محسوب می‌شود، به تجربه‌ها و دغدغه‌های شایگان دربارهٔ فرهنگ‌های شرقی و غربی، ایرانی و فرانسوی، از زبان کاوه (مردی ایرانی) و مارین (زنی فرانسوی) می‌پردازد.
این کتاب برندهٔ جایزه ادبی آسیا از سوی انجمن نویسندگان فرانسوی‌زبان شد.

## نقد
مهدی خلجی در مقاله‌ای به نقد و معرفی این رمان پرداخته‌است.